# Timothy Weah
Timothy Tarpeh Weah (født 22. februar 2000) er en amerikansk professionel fodboldspiller, som spiller for Serie A-klubben Juventus og USA's landshold. Han er søn af den liberiske fodboldspiller og politiker George Weah.